# Stanley Spencer (Maler)

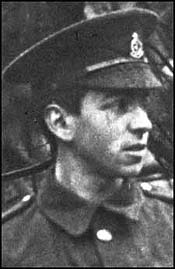
Fotografie von Stanley Spencer, um 1915

Sir Stanley Spencer CBE RA (* 30. Juni 1891 in Cookham, Berkshire; † 14. Dezember 1959 in Cliveden, Buckinghamshire) war ein britischer Maler.

## Leben
Stanley war der sechste Sohn von elf Kindern des Organisten und Musikpädagogen William Spencer und seiner Ehefrau Anne. Er besuchte Maidenhead Technical College. Seine ersten Zeichenstunden erhielt er bei Dorothy Bailey, die ihm eindringlich zur Fortsetzung des Studiums in London riet. Durch ein Stipendium konnte Spencer 1908 an der renommierten Slade School of Fine Art unter Henry Tonks studieren und gewann den Förderpreis für das Bild Die Geburt (1912). Während seines Studiums lernte er unter anderem Paul Nash, Christopher Nevinson, William Roberts, Mark Gertler, Phyllis Gardner und David Bomberg kennen. Später in den 20er Jahren wurde er zusammen mit Paul Nash, Henry Tonks, Mark Gertler und Duncan Grant Mitglied im New English Art Club.
Als der Erste Weltkrieg ausbrach, meldete sich Spencer als Freiwilliger der Royal Army Medical Corps (RAMC), um dem Dienst an der Waffe zu entgehen. Nach seiner Ausbildung im Militärhospital in Bristol kam er 1916 nach Griechenland und dann nach Mazedonien, wo er als Sanitäter diente. Spencer verbrachte zweieinhalb Jahre in Mazedonien, von wo aus er erst im Dezember 1918 malariakrank nach Cookham zurückkehrte.

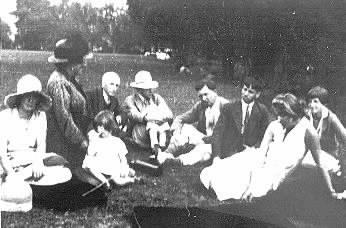
Links: Hilda mit ihrer Mutter Annie Carline und Tochter Shirin; rechts: Stanley im Gespräch mit Patricia Preece und Dorothy Hepworth, 1929

Im Jahr 1919 lernte Spencer die Malerin Hilda Carline (1889–1950) kennen und lieben. Sechs Jahre später heirateten sie in Wangford, Suffolk, aus der gemeinsamen Verbindung gingen zwei Töchter, Shirin (* 1925) und Unity (* 1930), hervor. Im Jahre 1932 zog die Familie Spencer nach Lindworth. Er verliebte sich in die Malerin Patricia Preece (1894–1966), die die Arbeiten ihrer lesbischen Geliebten, Dorothy Hepworth, unter ihrem eigenen Namen ausstellte. Nach einem Aufenthalt in der Schweiz, trennte er sich von seiner Frau. Vier Tage nach der Scheidung (1937) heiratete er Patricia. Während der Flitterwochen in St Ives war auch die Geliebte, Dorothy Hepworth, seiner Frau anwesend. Das Ehepaar lebte nie zusammen und die Ehe wurde offenbar nie vollzogen. Seine sexuelle Frustration verarbeitete er in seinen Bildern, indem er den weiblichen Akt mit Falten malte. Im Jahr darauf trennte er sich von seiner zweiten Frau. In den 1940er Jahren führte Stanley Spencer zusammen mit dem befreundeten Maler-Ehepaar George und Daphne Charlton eine Ménage à trois.

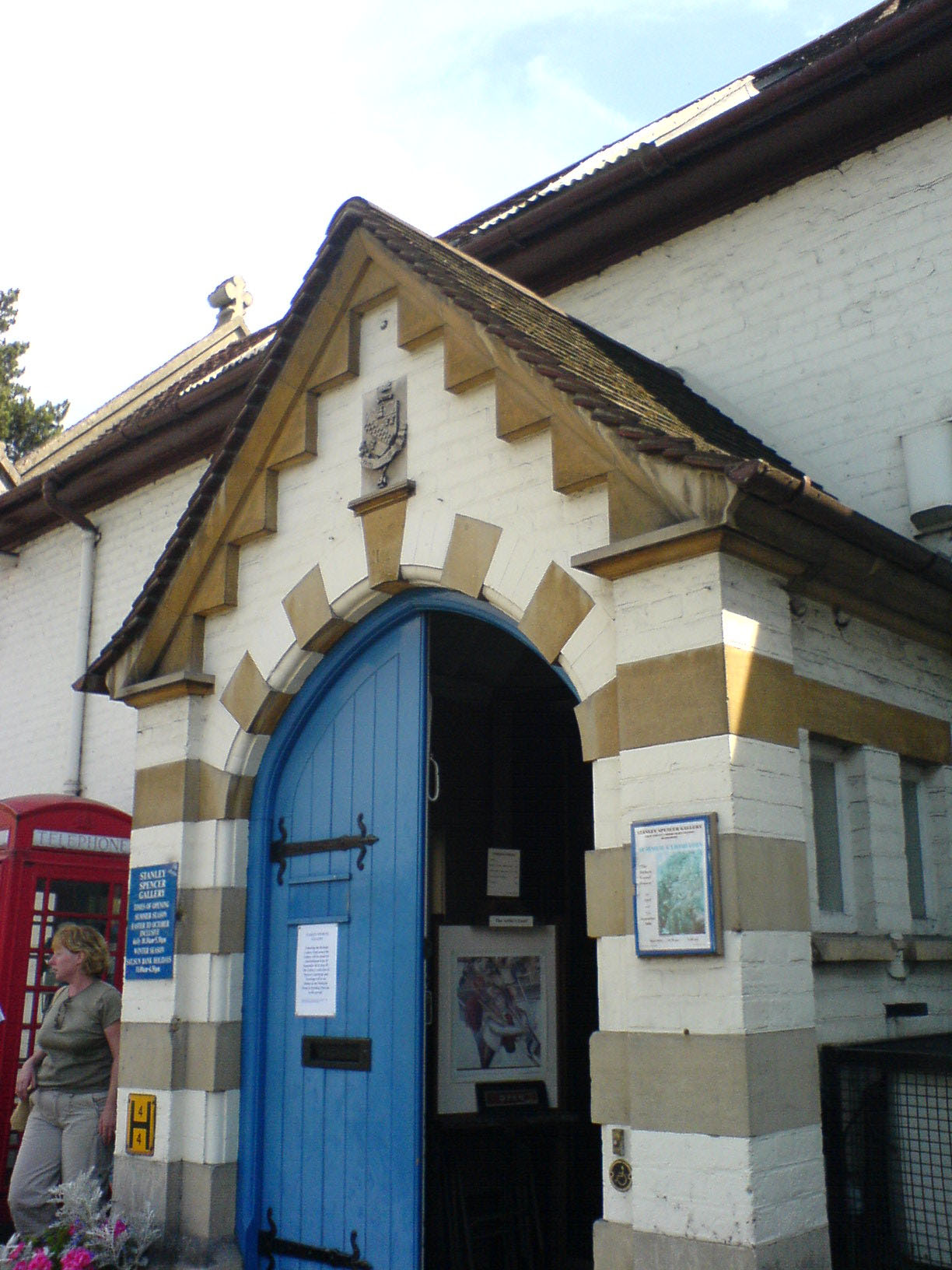
Eingang zum Stanley Spencer Gallery in Cookham, Berkshire

Während des Zweiten Weltkriegs arbeitete er als Kriegsmaler. 1945 nahm er mit seinem Gemälde The Temptation of Saint Anthony am Bel-Ami-Wettbewerb teil. Nach 1945 zog er nach Cliveden, wo er als Einsiedler lebte und arbeitete. Die Académie royale des Sciences, des Lettres et des Beaux-Arts de Belgique nahm ihn 1948 als assoziiertes Mitglied auf. Im Jahr 1950 wurde Stanley Spencer durch den König Georg VI. zum Commander of the British Empire (CBE) ernannt. Im selben Jahr wurde er erneut, nach seinem vorherigen Rücktritt im Jahr 1935, zum Mitglied der Royal Academy of Arts in London gewählt. Seine späteren Werke hatten meist religiöse Themen. 1958 wurde ihm die Ehrendoktorwürde der University of Southampton verliehen – drei Tage später erhielt er im Buckingham Palace den Ritterschlag als Knight Bachelor. Stanley Spencer starb im Canadian War Memorial Hospital in Cliveden an den Folgen einer Krebserkrankung und wurde auf dem Friedhof von Cookham bestattet.

### Stanley Spencer Gallery
Im Jahre 1962 wurde die Spencer Galerie in Cookham eröffnet, sie ist die einzige Galerie in Großbritannien, die sich ausschließlich mit einem Künstler befasst. In der ständigen Ausstellung sind die Werke, persönliche Briefe an seine Frau Hilda, Dokumente und Erinnerungsstücke aus dem Leben von Sir Stanley Spencer ausgestellt.

### Werke
- The Temptation of Saint Anthony, 1945

hängen in der Tate Gallery:
- Die Auferstehung, Cookham, 1924–27
- Christus trägt das Kreuz
- Der heilige Franziskus und die Vögel
- Doppelporträt „Der Künstler und seine zweite Frau“, 1937

folgende Gemälde befanden sich bis 2011 in der Sammlung des Londoner Anwalts Wilfrid Evill, die nach dessen Tod 1963 von der britischen Meeresarchäologin Honor Frost (1917–2010) geerbt wurde:
- Cutting the Cloth, 1929, Öl auf Leinwand
- Workmen in the House, 1935, Öl auf Leinwand
- Sunflower and Dog Worship, Öl auf Leinwand
- The Village Lovers, Öl auf Leinwand
- The Bathing Pool Dogs, 1957, Öl auf Leinwand
- Beautitude and Worship, Öl auf Leinwand
- Hilda with Bluebells, Öl auf Leinwand
- Walls and Field, Halifax (A Gate, Yorkshire), Öl auf Leinwand
- Portrait of Hilda, Öl auf Leinwand
- Ming Tombs, Peking, Öl auf Leinwand